# Need for Speed: Rivals
Need for Speed: Rivals est un jeu vidéo de course de la série Need for Speed développé par le studio suédois Ghost Games en association avec Criterion Games, et édité par Electronic Arts. Il s'agit du vingtième opus de la franchise. Le jeu sort sur PC, PlayStation 3 et Xbox 360 le 21 novembre 2013. La sortie sur PlayStation 4 et Xbox One accompagne le lancement de ces consoles.

## Système de jeu
Need for Speed: Rivals se déroule dans le comté fictif de Redview County. Comme dans Need for Speed: Hot Pursuit, le joueur peut choisir de prendre le rôle de la police ou celui d'un hors-la-loi ; peu importe le côté choisi, des améliorations sont disponibles afin de combattre ses adversaires, comme des IEM ou encore la possibilité de poser des barrages routiers. Le jeu comprend un système de météo dynamique. Le moteur graphique est Frostbite 3, développé par DICE.
Parmi les nouveautés majeures proposées par NFS Rivals, on note le retour de la licence Ferrari, avec notamment la F12 Berlinetta. Le système de personnalisation fait également sa réapparition, permettant aux joueurs de modifier les jantes d'une voiture, la peinture, d'installer des plaques d'immatriculation personnalisées et même des vinyles. Des modifications au niveau des performances peuvent être débloquées, de même que divers gadgets. Un nouveau système nommé AllDrive est introduit dans le jeu, faisant disparaître la barrière entre le mode solo et le multijoueur en ligne ; la transition entre les deux s'effectue imperceptiblement,.

## Histoire
L'histoire se déroule dans une ville fictive nommée Redview County. Le joueur incarne Zephyr, un pilote de rue professionnel et un policier qui se nommera F-8 ou Fate. Connu pour ses cascades considérées comme une publicité, Zephyr met régulièrement en ligne des vidéos de courses de rue. Lorsqu'il a posté sa première vidéo, plusieurs autres coureurs ont décidé de poster à leur tour leurs propres vidéos de courses. Durant une course poursuite, l'officier John McManis, se retrouve à l'hôpital après un terrible accident impliquant un pilote inconnu. Après cet incident, la police commence à utiliser une force excessive sur les coureurs. Cependant, les accusations de cette force sont portées à l'attention du public. 
La police se retrouve mise à l'écart tandis que le FBI décide d'intervenir à l'aide de l'URI (Unité Routière d'Intervention), un collectif composé d'anciens coureurs de rues et d'ex membres des forces spéciales. Mais au milieu de tout ça, de nouveaux coureurs font leur apparition, y compris un certain pilote surnommé F-8 (ou Fate). En regardant les reportages sur Redview County, Zephyr se rend compte que F-8 s'amuse à détruire volontairement les voitures des autres pilotes. Zephyr réalise alors que F-8 est en réalité un policier infiltré chez les pilotes. Réalisant que F-8 représente un ennemi majeur pour les autres pilotes, Zephyr décide d'intervenir. Il vole une voiture de police et la repeint avec des graffitis afin d'infiltrer à son tour les forces de polices, de manière de défendre les autres pilotes. 
Déguisé en policier, Zephyr envoie volontairement plusieurs autres voitures de polices dans le décor avant de s'enfuir. À la suite de ce nouvel incident, Zephyr est considéré comme un « Robin des Bois » par les journalistes. Il lance alors un appel à tous les pilotes de Redview County à participer une course de rue illégale traversant toute la ville. Durant la course, Zephyr prend la tête, mais alors qu'il s'apprête à franchir la ligne d'arrivée, un barrage routier se forme. Zephyr percute de plein fouet le barrage et fait un terrible accident. Un reportage télévisé est ensuite diffusé montrant le carambolage dans lequel Zephyr est impliqué. Les journalistes clament que personne n'aurait survécu à l'accident tandis que les forces de l'ordre et les ambulances se précipitent sur les lieux.
Cependant, le dernier plan révèle que Zephyr a survécu miraculeusement à l'accident. Sonné, il se réveille et clame : « Je suis la vraie télé réalité. Le quart d'heure que vous n'aurez jamais ». Il ajoute ensuite : « Il paraît que la vitesse tue, mais la vitesse permet de se sentir vivant... ». Après avoir terminé sa phrase, le plan se coupe et on entend Zephyr démarrer le moteur de sa voiture endommagée, avant de s'enfuir. Cependant, le policier Fate sait qu'il s'est échappé et l'arrêtera quelques minutes plus tard. Zephyr étant hors course, Fate prend sa place au volant de sa Ferrari Enzo Ferrari, disant aux autres pilotes qu'il est leur rival.

## Accueil
- Famitsu : 34/40[8]
- Jeuxvideo.com 15/20[9]

## Développement
Le 23 mai 2013, Need for Speed: Rivals est officiellement annoncé avec la sortie d'une première bande-annonce. Plus tôt dans la même semaine, deux captures d'écran avaient été publiées par Need for Speed, chacune montrant une voiture, sans aucune autre information que les phrases « Pas de règles, pas de pitié ». À la suite de la sortie de la première bande-annonce, le site officiel de Need for Speed est modifié en conséquence de l'annonce de NFS Rivals.
Des informations supplémentaires sur NFS Rivals seront données à l'occasion de l'E3 2013 qui a lieu du 11 au 13 juin 2013, lors de la conférence de presse d'Electronic Arts.
La précommande du jeu inclut le pack Ultimate Cop qui donne un accès exclusif à la Nissan GT-R Black Edition, des vinyles de police exclusifs ainsi qu'un accès précoce aux gadgets de police de niveau 2.
En ce qui concerne les commandes du jeu, seuls le clavier ou une manette Xbox 360 ou One, filaires, peuvent être utilisés.